# Museo del ramen istantaneo
Il museo del ramen istantaneo è un museo dedicato alla storia dei noodle istantanei giapponesi, dei cup noodles e al loro ideatore e fondatore, Momofuku Andō.
In Giappone esistono due musei di questo tipo:
- Il museo del ramen istantaneo di Yokohama o  CupNoodles Museum[1] カップヌードルミュージアム 安藤百福発明記念館 ubicato nel quartiere di Naka-ku, a Yokohama. Ha una superficie di quasi 10.000 m² e si sviluppa su più piani. Proprietà del gruppo alimentare Nissin Foods, il museo racconta la storia di questa invenzione giapponese del XX secolo tramite esibizioni stravaganti e laboratori pratici.

- Il museo del ramen istantaneo di Ikeda, detto anche museo del ramen istantaneo Momofuku Ando インスタントラーメン発明記念館, è situato nel circondario di Masumicho a Ikeda. Ospita una collezione completa di confezioni del ramen istantaneo venduti nel corso del tempo[2].

Entrambi i musei hanno una My Cup Noodles Factory in cui ogni visitatore può creare e personalizzare il suo pacchetto di ramen.

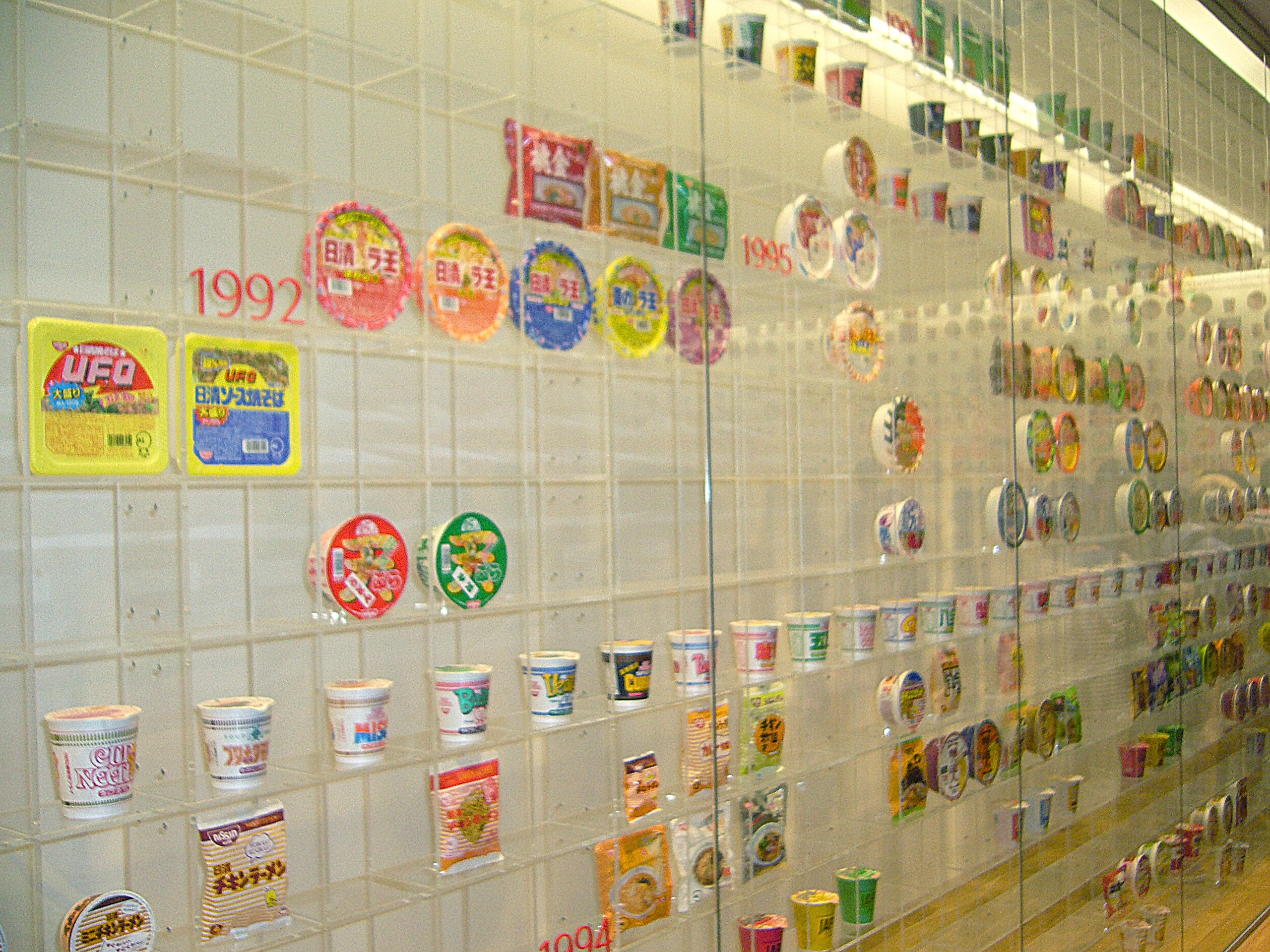
Esposizione cronologica dei prodotti